# Ghostland – A rettegés háza
A Ghostland – A rettegés háza (eredeti cím: Incident in a Ghostland) 2018-ban bemutatott francia–kanadai horrorfilm, melynek rendezője és forgatókönyvírója Pascal Laugier. A főbb szerepekben Crystal Reed, Mylène Farmer és Anastasia Phillips látható.
Franciaországban 2018. március 14-én mutatták be a mozikban. Magyarországon egy hónappal később, április 19-én jelent meg szinkronizálva az ADS Service forgalmazásában.

## Cselekmény
A film nyitójelenetében egy háromtagú család, az egyedülálló édesanya, Pauline Keller valamint két lánya, Beth és Vera beköltöznek a nemrégiben elhunyt nagynénjük otthonába, melyet megörököltek a közel vidéken. Beth jól érzi magát mindaddig, amíg megérkeznek a házhoz – egy barokk, elszegényedett rozoga faház, amely tele van zsúfolva hátborzongató babákkal és molyos vadászati trófeákkal. Ahogy berendezkednek új otthonukba, nem sokkal rá megtámadja őket két férfi, akik kínozni kezdenek. Paulinnak sikerül megölnie mindkettő támadót, de mindhárman mély traumában szenvednek, különösen Vera, akit az egyik férfi megerőszakolt.
16 évvel később Beth, aki mostanra sikeres horror regényíró lett, Chicagoban él férjével és közös fiúkkal. Hamarosan kap egy telefonhívást a súlyos hallucinációkban szenvedő Verától, aki könyörögni kezd neki, hogy jöjjön vissza a régi otthonba. Visszatérve a házba, Beth szembesül húgával és a vele kapcsolatos furcsa dolgokkal, eseményekkel. Az idő elteltével, Beth az anyjával együtt folyamatosan azt tapasztalja, hogy Verát bántalmazza valaki, valamint furcsa dolgok kezdenek vele történni a betegsége ellenére (pl: láthatatlan erő ütlegeli, meg kikötözve találják az ágynál). Végül az összevert lány ráébreszti Betht arra, hogy az anyjukat megölte a két fagyis kocsis gyilkos, és ők még mindig a foglyaik. Nem telt el 16 év, csak néhány nap, az egész csak Beth elméjének védekezése volt az őt ért trauma ellen. A porcelánbaba fanatikus kövér férfi és a nőnek öltözött másik férfi kínozni és verni kezdi őket, de a lányoknak hamarosan sikerül megszökni házból.
A veteményesen haladva meglátnak egy rendőrautót közeledni az úton, ami megáll, és két rendőr a segítségükre siet, erősítést is kérnek, de az utánuk jövő "nő" lelövi az épp a lányokat nyugtatgatni próbáló seriffet és helyettesét, majd visszaviszi őket a házba. A kövér férfi Bethet fojtogatja, a "nő" Verát, míg végül egy a házhoz érkező másik rendőr lelövi mindkét támadót. A helyszínre érkező mentő elviszi a lánytestvéreket, a két halottat pedig a hullaszállító.

## Szereplők
| Szerep                  | Színész                   | Magyar hang     |
| ----------------------- | ------------------------- | --------------- |
| Elizabeth „Beth” Keller | Crystal Reed              | Kelemen Kata    |
| Elizabeth „Beth” Keller | Emilia Jones (fiatalon)   | Gulás Fanni     |
| Vera                    | Anastasia Phillips        | Andrádi Zsanett |
| Vera                    | Taylor Hickson (fiatalon) | Pekár Adrienn   |
| Pauline Keller          | Mylène Farmer             | Kiss Erika      |
| kövér férfi             | Rob Archer                | nem szólal meg  |
| fagylaltárus nő         | Kevin Power               | Hirling Judit   |
| Beth férje              | Adam Hurtig               | Dévai Balázs    |
| Beth fia                | Denis Cozzi               | nem szólal meg  |
| H.P. Lovecraft          | Paul Titley               |                 |

## Fogadtatás
A film negatív kritikákat kapott, a Rotten Tomatoes-on 29 értékelés alapján 55%-on áll. A Metacritic oldalán a film értékelése 44% a 100-ból, amely 4 véleményen alapul.